# Championnat du Costa Rica de football 1999-2000
Navigation
Saison précédente Saison suivante
La Primera División 1999-2000 est la 78e édition de la première division costaricienne.
Lors de ce tournoi, le Deportivo Saprissa a tenté de conserver son titre de champion du Costa Rica face aux onze meilleurs clubs costariciens.
La saison était divisée en deux tournois tournoi, l'Apertura et le Clausura, le LD Alajuelense ayant remporté les deux tournois, il a été sacré champion sans disputer la finale du championnat.
Lors de chaque tournoi, chacun des douze clubs participants était confronté deux fois aux onze autres.
Seulement deux places étaient qualificatives pour la Copa Interclubes UNCAF.

## Les 12 clubs participants
| \| Santa Bárbara: AD Carmelita AD Santa Barbara / LD Alajuelense Santa Bárbara CS Cartagines / AD Goicoechea —CS Herediano AD Limonense Municipal Pérez Zeledon Municipal Puntarenas AD San Carlos Santa Bárbara SD Santos \ Deportivo Saprissa \| Localisation des clubs engagés dans le championnat. |
| Santa Bárbara: AD Carmelita AD Santa Barbara / LD Alajuelense Santa Bárbara CS Cartagines / AD Goicoechea —CS Herediano AD Limonense Municipal Pérez Zeledon Municipal Puntarenas AD San Carlos Santa Bárbara SD Santos \ Deportivo Saprissa                                                           |

| Club                    | Stade                         | Capacité          | Ville                  |
| LD Alajuelense          | Stade Alejandro Morera Soto   | 17 900            | Alajuela               |
| AD Carmelita            | Stade Carlos Alvarado         | 3 000             | Santa Bárbara          |
| CS Cartagines           | Stade José Rafael Meza        | 13 500            | Cartago                |
| AD Goicoechea           | Stade inconnu                 | Capacité inconnue | Goicoechea             |
| CS Herediano            | Stade Eladio Rosabal Cordero  | 8 100             | Heredia                |
| AD Limonense            | Stade Juan Gobán              | 3 000             | Puerto Limón           |
| Municipal Pérez Zeledon | Stade Municipal Pérez Zeledón | 6 000             | San Isidro del General |
| Municipal Puntarenas    | Stade Lito Pérez              | 4 100             | Puntarenas             |
| AD San Carlos           | Stade Carlos Ugalde Álvarez   | 5 600             | Ciudad Quesada         |
| AD Santa Barbara        | Stade inconnu                 | Capacité inconnue | Santa Bárbara          |
| SD Santos               | Stade Ebal Rodríguez          | 3 000             | Guápiles               |
| Deportivo Saprissa      | Stade Ricardo Saprissa        | 23 100            | San José               |

## Tournoi Apertura
Lors de ce tournoi les douze équipes s'affrontent à deux reprises selon un calendrier tiré aléatoirement.
Le classement est établi sur le barème de points classique (victoire à 3 points, match nul à 1, défaite à 0).
Le départage final se fait selon les critères suivants :
- Le nombre de points.
- La différence de buts générale.
- La différence de buts particulière.
- Le nombre de buts marqué.

### Classement
| Rang | Équipe                  | Pts | J  | G  | N | P  | Bp | Bc | Diff |
| ---- | ----------------------- | --- | -- | -- | - | -- | -- | -- | ---- |
| 1    | LD Alajuelense          | 52  | 22 | 17 | 1 | 4  | 52 | 17 | +35  |
| 2    | Deportivo Saprissa (T)  | 49  | 22 | 15 | 4 | 3  | 36 | 19 | +17  |
| 3    | Municipal Puntarenas    | 35  | 22 | 10 | 5 | 7  | 22 | 18 | +4   |
| 4    | CS Cartagines           | 34  | 22 | 9  | 7 | 6  | 32 | 29 | +3   |
| 5    | CS Herediano            | 32  | 22 | 9  | 5 | 8  | 33 | 32 | +1   |
| 6    | SD Santos (P)           | 32  | 22 | 8  | 8 | 6  | 27 | 28 | -1   |
| 7    | AD Carmelita            | 29  | 22 | 8  | 5 | 9  | 35 | 31 | +4   |
| 8    | AD Goicoechea           | 25  | 22 | 7  | 4 | 11 | 29 | 39 | -10  |
| 9    | AD San Carlos           | 23  | 22 | 6  | 5 | 11 | 26 | 35 | -9   |
| 10   | AD Santa Barbara        | 21  | 22 | 6  | 3 | 13 | 26 | 38 | -12  |
| 11   | Municipal Pérez Zeledon | 19  | 22 | 4  | 7 | 11 | 26 | 43 | -17  |
| 12   | AD Limonense            | 16  | 22 | 4  | 4 | 14 | 29 | 44 | -15  |

| Légende : Qualifications et relégations | Légende : Qualifications et relégations                    |
| --------------------------------------- | ---------------------------------------------------------- |
|                                         | Qualifié pour la finale du championnat                     |
|                                         | Qualifié pour le barrage de relégation en Segunda División |
|                                         | (T) : Tenant du titre (P) : Promu de la saison 1998-1999   |

### Matchs
| Résultats (▼dom., ►ext.)                                   | Alaj | Carm | Cart | Goi | Here | Lim | Muni | Punt | SanC | SanB | Sant | Sapr |
| LD Alajuelense                                             |      | 2-0  | 2-1  | 6-1 | 4-0  | 1-0 | 8-0  | 1-0  | 1-0  | 2-0  | 2-1  | 0-0  |
| AD Carmelita                                               | 0-2  |      | 1-2  | 3-1 | 0-1  | 4-1 | 1-1  | 0-0  | 1-0  | 5-0  | 0-0  | 1-2  |
| CS Cartagines                                              | 2-3  | 1-3  |      | 3-3 | 2-1  | 4-1 | 0-0  | 1-0  | 1-1  | 2-0  | 0-2  | 2-1  |
| AD Goicoechea                                              | 2-1  | 0-1  | 0-0  |     | 2-0  | 2-1 | 2-2  | 3-1  | 1-0  | 2-1  | 1-2  | 2-4  |
| CS Herediano                                               | 2-1  | 4-1  | 1-0  | 2-1 |      | 3-2 | 3-1  | 0-1  | 1-2  | 0-0  | 3-1  | 0-0  |
| AD Limonense                                               | 0-3  | 1-0  | 1-1  | 1-2 | 1-5  |     | 2-3  | 1-1  | 5-0  | 0-1  | 1-1  | 1-3  |
| Municipal Pérez Zeledon                                    | 1-2  | 1-2  | 2-3  | 4-3 | 0-0  | 1-3 |      | 2-3  | 0-0  | 1-0  | 0-0  | 0-1  |
| Municipal Puntarenas                                       | 1-2  | 2-1  | 1-1  | 1-0 | 1-1  | 1-0 | 1-0  |      | 2-1  | 2-0  | 0-0  | 2-0  |
| AD San Carlos                                              | 3-2  | 1-1  | 2-3  | 2-0 | 3-1  | 1-1 | 2-4  | 1-0  |      | 0-2  | 0-2  | 1-2  |
| AD Santa Barbara                                           | 2-3  | 4-4  | 1-2  | 3-1 | 3-3  | 1-2 | 4-1  | 1-0  | 1-3  |      | 1-0  | 0-1  |
| SD Santos                                                  | 0-4  | 2-5  | 1-1  | 0-0 | 3-1  | 3-2 | 2-1  | 0-2  | 2-2  | 2-0  |      | 1-1  |
| Deportivo Saprissa                                         | 1-0  | 3-1  | 2-0  | 1-0 | 3-1  | 3-2 | 1-1  | 2-0  | 2-1  | 2-1  | 1-2  |      |
| - Victoire à domicile - Match nul - Victoire à l'extérieur |      |      |      |     |      |     |      |      |      |      |      |      |

## Tournoi Clausura
Lors de ce tournoi les douze équipes s'affrontent à deux reprises selon un calendrier tiré aléatoirement.
Le classement est établi sur le barème de points classique (victoire à 3 points, match nul à 1, défaite à 0).
Le départage final se fait selon les critères suivants :
- Le nombre de points.
- La différence de buts générale.
- La différence de buts particulière.
- Le nombre de buts marqué.

### Classement
| Rang | Équipe                  | Pts | J  | G  | N  | P  | Bp | Bc | Diff |
| ---- | ----------------------- | --- | -- | -- | -- | -- | -- | -- | ---- |
| 1    | LD Alajuelense          | 50  | 22 | 15 | 5  | 2  | 54 | 24 | +30  |
| 2    | Deportivo Saprissa (T)  | 45  | 22 | 14 | 3  | 5  | 50 | 25 | +25  |
| 3    | SD Santos (P)           | 34  | 22 | 10 | 4  | 8  | 42 | 32 | +10  |
| 4    | CS Herediano            | 32  | 22 | 9  | 5  | 8  | 38 | 45 | -7   |
| 5    | CS Cartagines           | 28  | 22 | 6  | 10 | 6  | 34 | 38 | -4   |
| 6    | AD Carmelita            | 27  | 22 | 6  | 9  | 7  | 24 | 27 | -3   |
| 7    | AD San Carlos           | 26  | 22 | 7  | 5  | 10 | 24 | 31 | -7   |
| 8    | Municipal Pérez Zeledon | 25  | 22 | 6  | 7  | 9  | 30 | 37 | -7   |
| 9    | AD Limonense            | 24  | 22 | 6  | 6  | 10 | 37 | 47 | -10  |
| 10   | Municipal Puntarenas    | 24  | 22 | 7  | 3  | 12 | 23 | 41 | -18  |
| 11   | AD Santa Barbara        | 23  | 22 | 5  | 8  | 9  | 37 | 39 | -2   |
| 12   | AD Goicoechea           | 22  | 22 | 5  | 7  | 10 | 25 | 32 | -7   |

| Légende : Qualifications et relégations | Légende : Qualifications et relégations                    |
| --------------------------------------- | ---------------------------------------------------------- |
|                                         | Qualifié pour la finale du championnat                     |
|                                         | Qualifié pour le barrage de relégation en Segunda División |
|                                         | (T) : Tenant du titre (P) : Promu de la saison 1998-1999   |

### Matchs
| Résultats (▼dom., ►ext.)                                   | Alaj | Carm | Cart | Goi | Here | Lim | Muni | Punt | SanC | SanB | Sant | Sapr |
| LD Alajuelense                                             |      | 1-1  | 6-1  | 3-1 | 5-1  | 3-1 | 1-0  | 4-1  | 5-1  | 6-3  | 2-1  | 1-0  |
| AD Carmelita                                               | 0-1  |      | 1-1  | 0-1 | 3-1  | 1-0 | 2-1  | 2-1  | 2-1  | 1-1  | 0-1  | 3-3  |
| CS Cartagines                                              | 1-1  | 3-3  |      | 1-0 | 1-1  | 3-4 | 2-0  | 4-0  | 3-1  | 3-1  | 0-0  | 1-1  |
| AD Goicoechea                                              | 0-1  | 1-1  | 0-0  |     | 3-0  | 2-2 | 1-2  | 2-1  | 0-0  | 1-2  | 2-2  | 0-1  |
| CS Herediano                                               | 1-3  | 2-1  | 2-2  | 3-3 |      | 4-0 | 3-1  | 3-2  | 2-2  | 1-1  | 0-3  | 1-4  |
| AD Limonense                                               | 0-3  | 1-1  | 4-3  | 2-3 | 1-0  |     | 3-1  | 1-1  | 1-2  | 1-3  | 2-3  | 2-1  |
| Municipal Pérez Zeledon                                    | 2-2  | 1-1  | 1-1  | 2-2 | 0-1  | 2-2 |      | 2-1  | 3-2  | 3-2  | 3-1  | 3-1  |
| Municipal Puntarenas                                       | 2-2  | 1-0  | 1-0  | 0-1 | 2-4  | 0-3 | 1-0  |      | 2-1  | 2-1  | 2-0  | 1-3  |
| AD San Carlos                                              | 0-2  | 0-0  | 0-1  | 2-1 | 0-1  | 2-0 | 3-0  | 1-1  |      | 1-1  | 2-0  | 0-3  |
| AD Santa Barbara                                           | 1-1  | 0-1  | 2-2  | 2-0 | 1-2  | 2-2 | 2-2  | 5-0  | 0-1  |      | 2-2  | 4-2  |
| SD Santos                                                  | 2-1  | 3-0  | 5-1  | 2-0 | 4-5  | 4-2 | 1-1  | 0-1  | 1-2  | 3-0  |      | 3-1  |
| Deportivo Saprissa                                         | 4-0  | 2-0  | 4-0  | 3-1 | 3-0  | 3-3 | 2-0  | 2-0  | 2-0  | 2-1  | 3-1  |      |
| - Victoire à domicile - Match nul - Victoire à l'extérieur |      |      |      |     |      |     |      |      |      |      |      |      |

## Barrage de relégation
La confrontation se jouait au meilleur des trois matchs.
| Match 1 | AD Limonense    | 1:1 | AD Goicoechea  | Stade Juan Gobán |  |
| 20 mai  | Buteur inconnu  |     | Buteur inconnu |                  |  |
| 20 mai  | Tirs au but 4:2 |     |                |                  |  |

| Match 2 | AD Goicoechea    | 3:2 | AD Limonense     | Stade inconnu |  |
| 31 mai  | Buteurs inconnus |     | Buteurs inconnus |               |  |

| Match 3 | AD Limonense     | 2:0 | AD Goicoechea | Stade José Rafael Meza |  |
| 4 juin  | Buteurs inconnus |     |               |                        |  |

## Classement cumulatif
| Rang | Équipe                  | Pts | J  | G  | N  | P  | Bp  | Bc | Diff |
| ---- | ----------------------- | --- | -- | -- | -- | -- | --- | -- | ---- |
| 1    | LD Alajuelense (C)      | 102 | 44 | 32 | 6  | 6  | 106 | 41 | +65  |
| 2    | Deportivo Saprissa (T)  | 94  | 44 | 29 | 7  | 8  | 86  | 44 | +42  |
| 3    | SD Santos (P)           | 66  | 44 | 18 | 12 | 14 | 69  | 60 | +9   |
| 4    | CS Herediano            | 64  | 44 | 18 | 10 | 16 | 71  | 77 | -6   |
| 5    | CS Cartagines           | 62  | 44 | 15 | 17 | 12 | 66  | 67 | -1   |
| 6    | Municipal Puntarenas    | 59  | 44 | 17 | 8  | 19 | 45  | 59 | -14  |
| 7    | AD Carmelita            | 56  | 44 | 14 | 14 | 16 | 59  | 58 | +1   |
| 8    | AD San Carlos           | 49  | 44 | 13 | 10 | 21 | 50  | 66 | -16  |
| 9    | AD Goicoechea           | 47  | 44 | 12 | 11 | 21 | 54  | 71 | -17  |
| 10   | AD Santa Barbara        | 44  | 44 | 11 | 11 | 22 | 63  | 77 | -14  |
| 11   | Municipal Pérez Zeledon | 44  | 44 | 10 | 14 | 20 | 56  | 80 | -24  |
| 12   | AD Limonense            | 40  | 44 | 10 | 10 | 24 | 66  | 91 | -25  |

| Légende : Qualifications et relégations | Légende : Qualifications et relégations                                                                 |
| --------------------------------------- | --- |
|                                         | Copa Interclubes UNCAF 2001 (en) (Phase de Groupe)                                                      |
|                                         | (C) : Vainqueur des deux tournois de la saison (T) : Tenant du titre (P) : Promu de la saison 1998-1999 |

## Finale du championnat
Le LD Alajuelense ayant remporté les deux tournois saisonniers, la finale du championnat n'a pas été jouée.

## Bilan du tournoi
| Tableau d'Honneur |                |
| Compétition       | Vainqueur      |
| Primera División  | LD Alajuelense |

| Qualifications continentales 2000-2001 |                                   |
| Copa Interclubes UNCAF                 | Qualifiés                         |
| Phase de Groupe (en)                   | LD Alajuelense Deportivo Saprissa |

| Promotions et relégations   |                    |
| Relégué en Segunda División | AD Goicoechea      |
| Promu de Segunda División   | Municipal Osa (es) |